# 華麗なる熱唱
『華麗なる熱唱〈中国語〉』（かれいなるねっしょう）は、テレサ・テンの日本での初の中国語オリジナル・アルバムである。1979年4月1日にポリドール・レコードからLP盤（レコード品番：MR 3166）形式でリリースされた。全14曲収録。カセットテープでもリリースされており、後述の「カセットテープ」を参照。
ディスクジャケット帯のキャッチコピーは「テレサ・テン・華麗なる熱唱!! 中国語盤」。

## 概要
本作は「夜来香」・「何日君再来」の中国語曲をはじめ、テレサ自身のヒット曲「空港」と他人の歌「東京ブルース」・「襟裳岬」などをすべて中国語詞で歌っている。
2016年5月4日にユニバーサルミュージックより初CD化（規格品番：UPCY-9475）された。

## 収録曲
| #         | タイトル                                   | 作詞                                       | 作曲      | 編曲       | 時間  |
| --------- | ------------------------------------------ | ------------------------------------------ | --------- | ---------- | ----- |
| A1.       | 「情人的關懷」(空港)                       | 山上路夫 荘奴（訳）                        | 猪俣公章  | 森岡賢一郎 | 3:45  |
| A2.       | 「夜霧下的姑娘」(東京ブルース)             | 水木かおる 文采（訳）                      | 藤原秀行  | 森岡賢一郎 | 4:28  |
| A3.       | 「甜蜜的小雨」(なみだ恋)                   | 悠木圭子 荘奴（訳）                        | 鈴木淳    | 森岡賢一郎 | 3:21  |
| A4.       | 「誰來愛我」(港町ブルース)                 | 深津武志 なかにし礼（補作詞） 楊益凱（訳） | 猪俣公章  | 森岡賢一郎 | 4:18  |
| A5.       | 「襟裳岬」                                 | 岡本おさみ 林煌坤（訳）                    | 吉田拓郎  | 森岡賢一郎 | 4:21  |
| A6.       | 「涙的小雨」(長崎は今日も雨だった)         | 永田貴子 荘奴（訳）                        | 彩木雅夫  | 森岡賢一郎 | 3:38  |
| A7.       | 「再來一杯」(二人でお酒を)                 | 山上路夫 文采（訳）                        | 平尾昌晃  | 森岡賢一郎 | 3:39  |
| B1.       | 「何日君再来」                             | 不詳                                       | 不詳      | 薗広昭     | 2:52  |
| B2.       | 「夜来香」                                 | 黄清石                                     | 金玉谷    | 森岡賢一郎 | 3:13  |
| B3.       | 「你我相伴左右」(シクラメンのかほり)       | 小椋佳 林煌坤（訳）                        | 小椋佳    | 森岡賢一郎 | 4:41  |
| B4.       | 「旅愁」                                   | 片桐和子 荘奴（訳）                        | 平尾昌晃  | 森岡賢一郎 | 3:06  |
| B5.       | 「四個願望」(四つのお願い)                 | 白鳥朝詠 慎芝（訳）                        | 鈴木淳    | 顧家輝     | 3:18  |
| B6.       | 「香港之夜」(香港の夜)                     | 林煌坤                                     | 井上忠夫  | 小谷充     | 3:36  |
| B7.       | 「再見，我的愛人」(グッドバイ・マイ・ラブ) | なかにし礼 文采（訳）                      | 平尾昌晃  | 森岡賢一郎 | 3:28  |
| 合計時間: | 合計時間:                                  | 合計時間:                                  | 合計時間: | 合計時間:  | 51:44 |

## カセットテープ

### 華麗なる熱唱《中国語》
1979年3月25日にカセットテープ（カセット品番：CRQ 4057）形式で先行リリースされた。全21曲収録。全曲中国語で歌われている。

#### 収録曲
| #    | タイトル                                   | 作詞                                       | 作曲     | 編曲       |
| ---- | ------------------------------------------ | ------------------------------------------ | -------- | ---------- |
| A1.  | 「情人的關懐」(空港)                       | 山上路夫 荘奴（訳）                        | 猪俣公章 | 森岡賢一郎 |
| A2.  | 「夜霧下的姑娘」(東京ブルース)             | 水木かおる 文采（訳）                      | 藤原秀行 | 森岡賢一郎 |
| A3.  | 「甜蜜的小雨」(なみだ恋)                   | 悠木圭子 荘奴（訳）                        | 鈴木淳   | 森岡賢一郎 |
| A4.  | 「誰來愛我」(港町ブルース)                 | 深津武志 なかにし礼（補作詞） 楊益凱（訳） | 猪俣公章 | 森岡賢一郎 |
| A5.  | 「襟裳岬」                                 | 岡本おさみ 林煌坤（訳）                    | 吉田拓郎 | 森岡賢一郎 |
| A6.  | 「涙的小雨」(長崎は今日も雨だった)         | 永田貴子 荘奴（訳）                        | 彩木雅夫 | 森岡賢一郎 |
| A7.  | 「再來一杯」(二人でお酒を)                 | 山上路夫 文采（訳）                        | 平尾昌晃 | 森岡賢一郎 |
| A8.  | 「眼涙中的愛」(挽歌)                       | 千家和也 林煌坤（訳）                      | 浜圭介   | 森岡賢一郎 |
| A9.  | 「香港之夜」(香港の夜)                     | 林煌坤                                     | 井上忠夫 | 小谷充     |
| A10. | 「再見，我的愛人」(グッドバイ・マイ・ラブ) | なかにし礼 文采（訳）                      | 平尾昌晃 | 森岡賢一郎 |
| B1.  | 「何日君再來」                             | 不詳                                       | 不詳     | 薗広昭     |
| B2.  | 「夜來香」                                 | 黄清石                                     | 金玉谷   | 森岡賢一郎 |
| B3.  | 「你我相伴左右」(シクラメンのかほり)       | 小椋佳 林煌坤（訳）                        | 小椋佳   | 森岡賢一郎 |
| B4.  | 「旅愁」                                   | 片桐和子 荘奴（訳）                        | 平尾昌晃 | 森岡賢一郎 |
| B5.  | 「永遠愛我」(冬の駅)                       | なかにし礼 林煌坤（訳）                    | 加瀬邦彦 | 森岡賢一郎 |
| B6.  | 「四個願望」(四つのお願い)                 | 白鳥朝詠 慎芝（訳）                        | 鈴木淳   | 顧家輝     |
| B7.  | 「水漣漪」(愛の波紋)                       | 荘奴                                       | 古月     | 顧家輝     |
| B8.  | 「雲深情也深」(愛は雲のように)             | 林煌坤                                     | 上雲清   | 顧家輝     |
| B9.  | 「風從那裏來」(風はどこから)               | 荘奴                                       | 古月     | 森岡賢一郎 |
| B10. | 「儂情萬縷」(死んでも離れない)             | 暁燕                                       | 古月     | 盧東尼     |
| B11. | 「我心深處」(心の奥で)                     | 孫儀                                       | 劉家昌   | 顧家輝     |

### 華麗なる熱唱《中国語II》
1979年11月1日にカセットテープ（カセット品番：CRQ 4105）形式でリリースされた。全20曲収録。全曲中国語で歌われている。

#### 収録曲
| #    | タイトル                                 | 作詞                    | 作曲           | 編曲       |
| ---- | ---------------------------------------- | ----------------------- | -------------- | ---------- |
| A1.  | 「你裝做不知道」(あなたと生きる)         | 千家和也 荘奴（訳）     | 猪俣公章       | 竜崎孝路   |
| A2.  | 「我和你」(北国の春)                     | いではく 林煌坤（訳）   | 遠藤実         | 盧東尼     |
| A3.  | 「逍遥自在」(くちなしの花)               | 水木かおる 林煌坤（訳） | 遠藤実         | 薗広昭     |
| A4.  | 「祈望」(女の生きがい)                   | 山上路夫 荘奴（訳）     | 平尾昌晃       | 森岡賢一郎 |
| A5.  | 「黄昏裡」(暗くなるまで)                 | 山上路夫 林煌坤（訳）   | 井上忠夫       | 森岡賢一郎 |
| A6.  | 「今夜想起你」(夜の乗客)                 | 山上路夫 荘奴（訳）     | 井上忠夫       | 森岡賢一郎 |
| A7.  | 「冬之戀情」(雪化粧)                     | 山上路夫 文采（訳）     | 猪俣公章       | 森岡賢一郎 |
| A8.  | 「一片落葉」(津軽海峡・冬景色)           | 阿久悠 荘奴（訳）       | 三木たかし     | 森岡賢一郎 |
| A9.  | 「愛慕」(抱擁)                           | 山上路夫 林煌坤（訳）   | 森岡賢一郎     | 森岡賢一郎 |
| A10. | 「問自己」(アカシアの夢)                 | 山上路夫 荘奴（訳）     | 井上忠夫       | 森岡賢一郎 |
| B1.  | 「小村之戀」(ふるさとはどこですか)       | 中山大三郎 荘奴（訳）   | うすいよしのり | 竜崎孝路   |
| B2.  | 「愛的理想」(あなた)                     | 小坂明子 文采（訳）     | 小坂明子       | 森岡賢一郎 |
| B3.  | 「相聚更甜蜜」(はぐれた小鳩)             | 山上路夫 荘奴（訳）     | 猪俣公章       | 森岡賢一郎 |
| B4.  | 「不論今宵或明天」(今夜かしら明日かしら) | 山上路夫 文采（訳）     | 筒美京平       | 高田弘     |
| B5.  | 「凝望」(赤坂たそがれ)                   | 山上路夫 荘奴（訳）     | 井上忠夫       | 小谷充     |
| B6.  | 「偶然的相遇」(予期せぬ出来事)           | 林春生 王文元（訳）     | 猪俣公章       | 小谷充     |
| B7.  | 「昨天，今天」(再会)                     | 林春生 林煌坤（訳）     | 井上忠夫       | 森岡賢一郎 |
| B8.  | 「逃避行」(千家和也 荘奴（訳）)          | 都倉俊一                | 森岡賢一郎     |            |
| B9.  | 「你在我心中」(夜のフェリーボート)       | 山上路夫 王文元（訳）   | 井上忠夫       | 森岡賢一郎 |
| B10. | 「良夜」(おやすみなさい)                 | 林春生 荘奴（訳）       | 猪俣公章       | 森岡賢一郎 |